# عيد يزيد
عيد يزيد أو عيد إيزيد (بالكردية: Cejna Êzî/Êzîd أو Eyda Êzî/Êzid) هو مهرجان يزيدي يُحتفل به في العديد من المناطق التي يقطنها اليزيديون حول العالم. يُعتبر هذا العيد بمثابة تكريم لذكرى السلطان يزيد، وهو شخصية محورية في الديانة اليزيدية ويُعتبر رمزًا للسلام والنور.

## روجين إيزي
عيد روجييين إيزي (صيام يزيد) هو احتفال ديني مهم في الديانة اليزيدية، يُحتفل به من خلال صيام يستمر ثلاثة أيام تكريماً لإيزي/يزيد، الذي يُعتبر أحد أسماء الله في اليزيدية. ويُعتقد أن إيزي يمثل تجلي الله الأرضي، لذا يُعد هذا الصيام بمثابة تكريم لهذا الاسم المقدس.
على عكس أيام صيام روجيين سيشمس وروجيين خودان التي تُقام في الأسابيع السابقة، يُعتبر صيام روجييين إيزي إلزاميًا لجميع اليزيديين، باستثناء الأطفال، والمرضى، وكبار السن. يبدأ الصيام يوم الثلاثاء الذي يسبق عيد إيزيد، وينتهي يوم الخميس، ويستمر من شروق الشمس حتى غروبها كل يوم.
خلال هذه الأيام، يلتزم اليزيديون بالصيام والتأمل الروحي، مع التركيز على العبادة والتقرب إلى الله، مما يعزز الشعور بالانتماء للمجتمع اليزيدي.

## الانقلاب الشتوي
يُقام هذا المهرجان في يوم الجمعة الذي يسبق الانقلاب الشتوي، ويعتبر بمثابة نقطة تحول في الدورة الشمسية. بعد الانقلاب الشتوي، تبدأ الأيام في التمدد وتصبح أطول، ما يُعتقد أنه علامة على ولادة الشمس من جديد. يرتبط هذا الحدث أيضًا بظهور الشخصيات الإلهية في المعتقدات اليزيدية، حيث يُربط الانقلاب الشتوي بظهور السلطان يزيد، الذي يُعتبر مظهرًا أرضيًا لله في الديانة اليزيدية.